# Pteriomorphia
Pteriomorphia zijn een infraklasse van de tweekleppigen (Bivalvia).

## Taxonomie
De volgende taxa zijn bij de infraklasse ingedeeld:
- Orde Arcida
- Orde  † Colpomyida
- Orde  † Cyrtodontida
- Orde Limida
- Orde  † Myalinida
- Orde Mytilida
- Orde Ostreida
- Orde Pectinida

- Onbekende orde(s) (incertae sedis):
  - Familie  † Ischyrodontidae Scarlato & Starobogatov, 1979
  - Familie  † Matheriidae Scarlato & Starobogatov, 1979
  - Familie  † Myodakryotidae Tunnicliff, 1987